# Kaucsuk

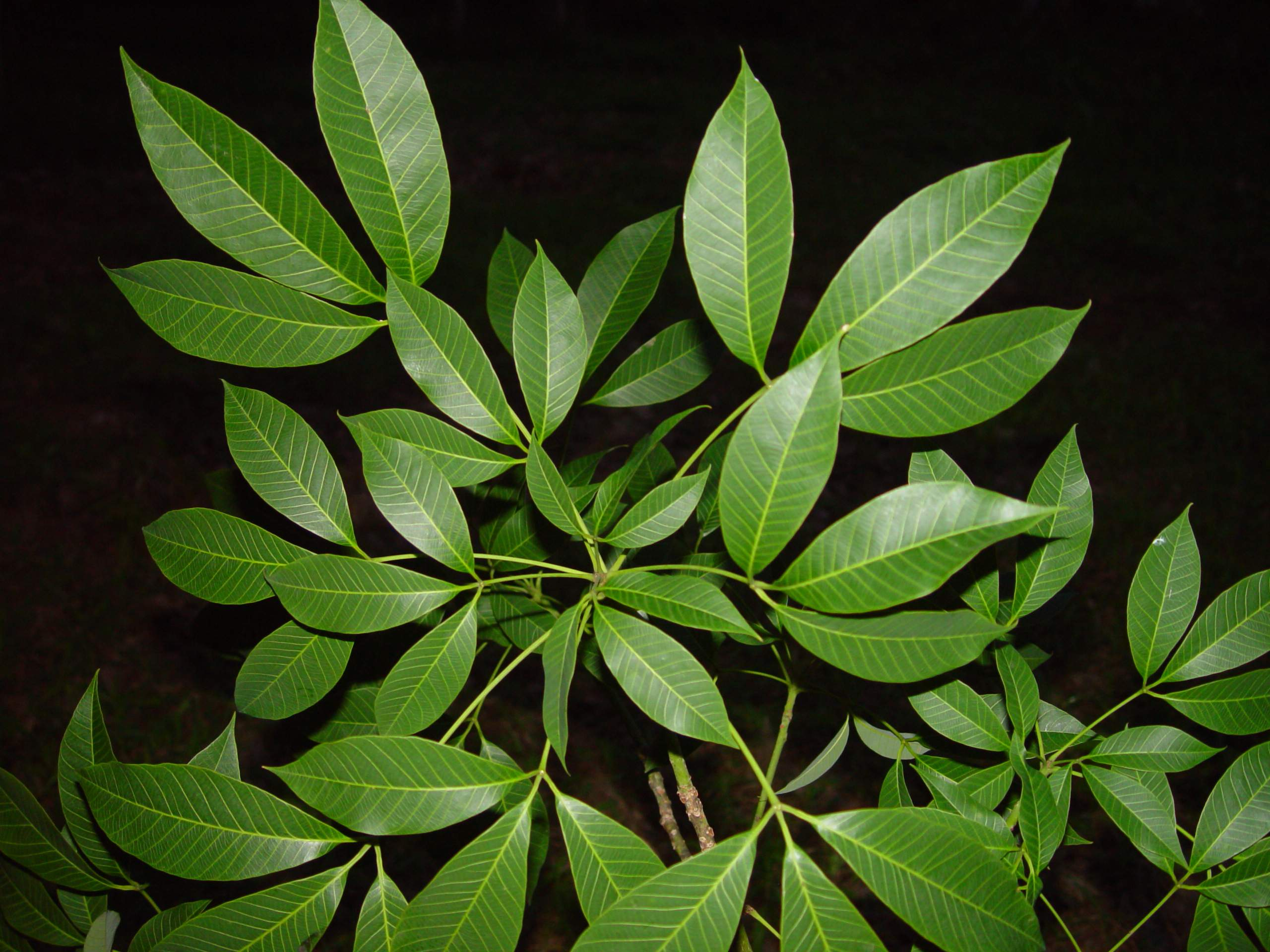
A kaucsukfa levelei

A kaucsuk elasztomer, a gumi legfontosabb alapanyaga. Már a kaucsuk is rugalmas bizonyos mértékben, de igazán rugalmassá a vulkanizálás során válik, amikor gumi képződik belőle.

## A szó eredete
Közép- és dél-amerikai indiánok már Amerika felfedezése előtt készítettek tárgyakat kaucsukból. A kecsuák ca-huchunak nevezték, amely könnyező fát, fa könnyét jelent.

## Előállítás
Előállítás szerint a kaucsukok két nagy csoportra oszthatók: természetes és műkaucsukokra. A világon évente nagyjából ugyanannyi természetes kaucsukot állítanak elő, mint műkaucsukot.A gumitermékek nagy részét nem természetes kaucsukból készítik, hanem telítetlen szénhidrogénekből polimerizációval hozzák létre. 

### Természetes kaucsuk

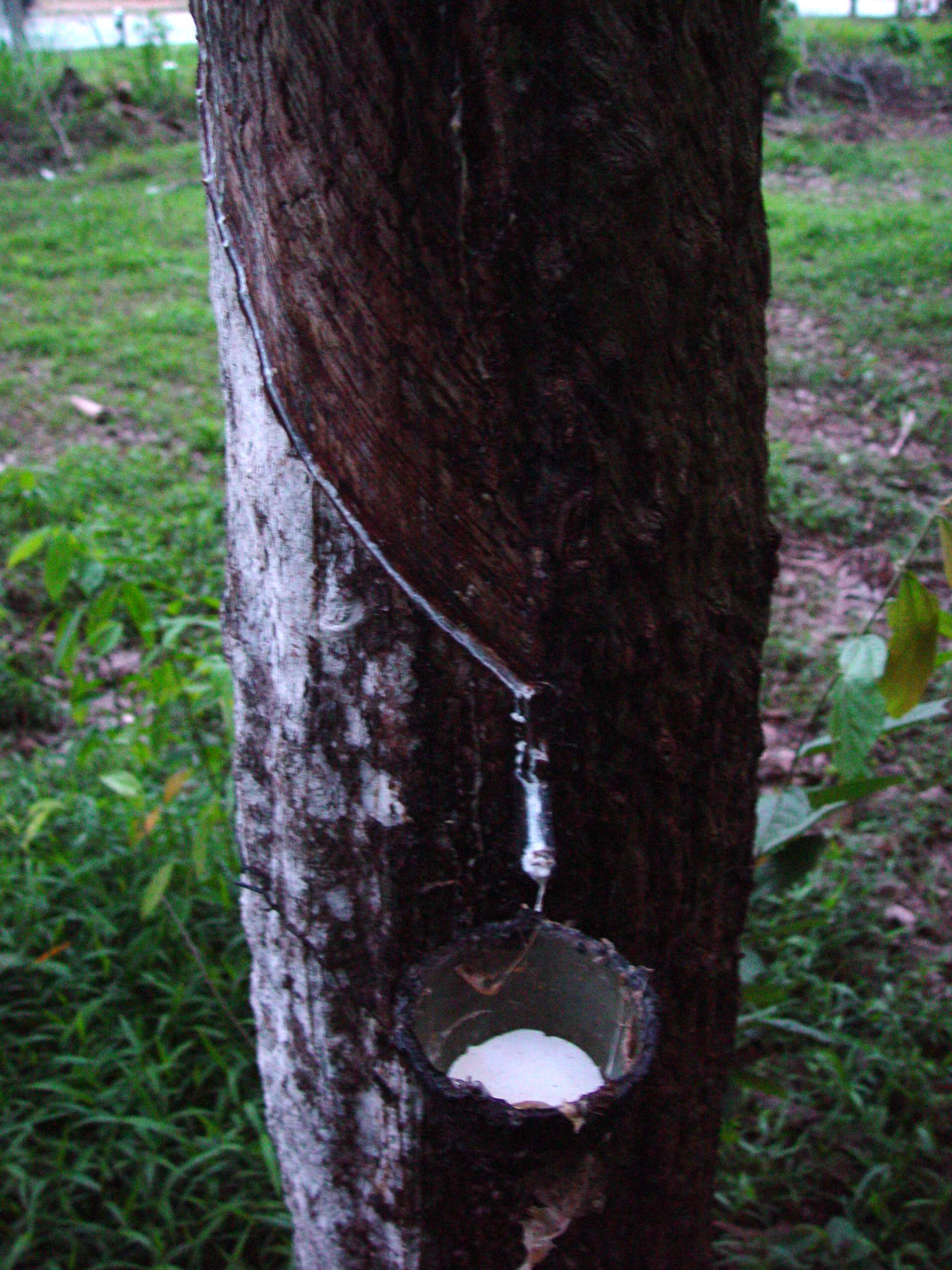
Kaucsukfa csapolása Phuketen

Természetes kaucsukot próbáltak már előállítani többféle növény nedvéből, de a napjainkban gyártott mennyiség döntő része a kaucsukfából (Hevea brasiliensis) készül. 
Második legnagyobb jelentősége a guayule (Parthenium argentatum) nevű félcserje nedvének van, amely nem tartalmazza a kaucsukfa latexében megtalálható, allergiát okozó fehérjéket. Leginkább az USA-ban foglalkoznak vele (főképpen kaucsukpánikok idején, pl. világháború alatt vagy amikor attól félnek, hogy a levélrozsda kipusztítja a világ összes kaucsukfáját), mert az USA déli részén és Mexikóban elterülő sivatagos-félsivatagos területeken megterem.
A mérsékelt égövben a Szovjetunióban (Ukrajnában és Oroszország déli részén) próbálkoztak kokszagiz (Taraxacum kok-saghyz, „gumipitypang”) termesztésével a két világháború között (a Rákosi-korszakban Magyarországon is), mert a kaucsukfából készült kaucsuk importálása (politikai) akadályokba ütközött.
A kaucsukfa trópusi növény. 25 °C-nál magasabb évi középhőmérsékletet és évi 1000-1500 mm csapadékot igényel – vagyis kb. az északi és a déli szélesség 15. foka között terem. A történelem folyamán mindig változott, hogy melyik országban állítottak elő több vagy kevesebb természetes kaucsukot. Előbb a vadon növő fákat használták, majd a XIX. században (ekkor kezdett fellendülni a gumiipar) Brazíliában jelentek meg az első kaucsukfa-ültetvények. Jelenleg a világon termelt kaucsuk 70%-át három ország adja: Thaiföld, Malajzia, Indonézia.
A kaucsukfa kb. 6 éves korában csapolható először. A fa kérgét átvágják, és edényt helyeznek el a bemetszés alá. A sűrű tejszerű lé, a természetes latex belefolyik az edénybe. 
Koagulálószerekkel kicsapják a kaucsukot és eltávolítják a vizet. Az előállított kaucsuk tulajdonságai függenek a latextől és az alkalmazott gyártástechnológiától. A latex összetétele függ a talajtól, éghajlattól, agrotechnikai módszertől stb., és a kaucsuk előállítására is különféle módszerek használatosak. 
A napjainkban termelt kaucsuknak még mindig csak mintegy felét adják az ültetvények (nagyüzemi gazdálkodás) – a felét kistermelők. Bár az utóbbi évtizedekben egyre jobban elterjedtek a termékszabványok, a természetes kaucsuk tulajdonságai még mindig messze nem olyan kiszámíthatók, mint a műkaucsukéi.

### Műkaucsukok
A műkaucsukokat leggyakrabban diolefinek polimerizációjával állítják elő; monoolefin polimerizációjával készül például a fluorkaucsuk, kész polimer modifikációjával például a klórszulfonált polietilén. A kaucsukgyártás alapanyagait általában kőolajból és földgázból állítják elő. 
A kaucsukok előállítási módszere nagyon sokféle lehet, így többé vagy kevésbé különbözik az összetételük is. A kaucsuk tulajdonságait először is a fő polimer határozza meg, de másodsorban módosíthatják a kisebb mennyiségben jelenlevő, a fő polimertől különféle mértékben eltérő egyéb polimerek is (pl. izomerek, elágazások, polimerizációfok stb.), harmadsorban pedig az egyéb anyagok is. Ezeket mind befolyásolják a felhasznált monomer tulajdonságai; hogy a polimerizáció oldatban vagy emulzióban zajlott-e; hidegen vagy melegen; milyen emulgeálószerekkel és katalizátorokkal; hogyan szabályozzák a polimerizációfokot stb.
Két különböző előállítási módszerrel jelentősen különböző felépítésű polimert kaphatunk akkor is (a monomerek eltérő egymáshoz kapcsolódása miatt), ha a kapott termékek a fő polimertől eltekintve ugyanolyan és ugyanannyi kis mennyiségben jelenlevő anyagot tartalmaznak.

## A természetes kaucsuk összetétele
A kaucsukrész kb. 98,5% cisz-1,4-poliizoprént és 1,5% 3,4-poliizoprént tartalmaz. Ezenkívül tartalmazza azokat a szárazanyagokat, amelyeket a kiindulási latex. 
A kaucsuk közepes molekulatömege kb. 1,3 millió. (A műkaucsukoké általában kicsit kisebb). A molekulatömeg-eloszlás görbéje viszonylag lapos. Érdekesség, hogy két, nem nagyon határozott maximuma van; egy félmillió és egy kétmillió környékén.

## A kaucsuk tulajdonságai
A kaucsuk makromolekuláit első megközelítésben képzeljük el úgy, mint a cérnaszálakat. Egy-egy molekula moláris tömege általában százezres vagy milliós nagyságrendű. A molekulák polimerek; általában 1-2 fajta (a 3 már ritka) monomer polimerizálásával keletkeznek. A szomszédos molekulák közti kölcsönhatások viszonylag gyengék; gyengébbek, mint például a fehérjemolekulák esetében. A makromolekulák a konformációs mozgás következtében állandóan tekeregnek-csavarodnak, véletlenszerűen. Ha ilyenkor egy másik makromolekula (egy részletének) közelébe kerülnek, kölcsönhatásba lépnek vele. Ez a kölcsönhatás általában elég gyenge, és nem elég ahhoz, hogy ott tartsa, kristályba rendezze a makromolekula-szakaszokat. Vagyis a kaucsuk kristálytartalma kicsi. A műanyagokban a makromolekulák (vagy azok nagyobb szakaszai) általában rendezettebben helyezkednek el egymás mellett, közöttük erősebb a kölcsönhatás.
Nyújtáskor a kaucsukmolekulát kihúzzuk a szomszéd makromolekulák közül. A kaucsuk tehát folyadék, csak nagyon sűrű (viszkózus). Nem-newtoni folyadék, vagyis folyási (reológiai) tulajdonságai némiképpen eltérnek például a víz folyási tulajdonságaitól (többféle modell született a folyási tulajdonságok leírására, melyek többé-kevésbé leírják a kaucsuk viselkedését).
Az erő megszűntekor a kihúzott makromolekula nem megy vissza a helyére: a kaucsuk első megközelítésben nem rugalmas. Ha ennél közelebbről nézzük, akkor az egyenesre kihúzott molekula az erő megszűntekor „visszaráncosodik”; további rugalmasság származik abból, hogy a kaucsukmolekulák sosem teljesen egyenesek, hanem girbegurbák, elágaznak és egymásba gubancolódnak – azonban a maradó deformáció a vulkanizálatlan kaucsuk esetében mindig jóval nagyobb, mint a rugalmasan visszadeformálódott rész.

### A természetes kaucsuk tulajdonságai
Bár a nem-kaucsuk komponensek részaránya kicsi, mégis jelentősen befolyásolják a természetes kaucsuk tulajdonságait. A fehérjék például hidrofil részecskék. Növelik a penészesedési hajlamot, csökkentik a természetes kaucsuk alapú gumik vízállóságát, növelik a kristályosodási hajlamot, különösen a gumitermék nyújtásakor. A fehérjemolekulák miatt erősebb a szomszédos molekulák közti kölcsönhatás. Ez már nyersen is nagyobb rugalmasságot kölcsönöz a kaucsuknak, mint pl. a szintetikus poliizoprén esetében. A gyanták és zsírszerű anyagok lágyítóként is működnek. A sokféle funkciós csoport miatt a természetes kaucsuk molekulái elágazóbbak, mint a szintetikus poliizoprén esetében. Az elágazások és a hosszabb molekulák miatt sok energiát igényel a megdolgozás, de a szilárdság is nagyobb. A természetes kaucsukból készült vulkanizátumok jó dinamikus tulajdonságokkal rendelkeznek (kis hiszterézis, csekély melegedés).
Olajokkal szemben nem ellenálló; benzinben például jól oldódik a természetes kaucsuk, és a vulkanizátumok is erősen duzzadnak.
A gyanták és a kis molekulák nem elhanyagolható aránya miatt jó a nyerstapadása és a nyersszilárdsága. A gyanták javítják az alaktartást.
A vulkanizáció sebessége viszonylag nagy (ebben része van a fehérjéknek és zsíroknak is), de a gumikeverék eléggé beégésveszélyes, és reverzióra is hajlamos a vulkanizátum.
Nem ellenálló az öregedéssel szemben (ebben közrejátszanak a természetes kaucsukban nyomokban megtalálható változó vegyértékű fémek is). Fáradási repedések is könnyen kialakulnak a vulkanizátumokban, de a nagy kristályosodási hajlam miatt a repedések továbbterjedési sebessége kicsi.
Üvegesedési hőmérséklete –73 °C. –50 °C és +20 °C között nyújtás nélkül is kristályosodik, (leggyorsabban –25 °C-on), ezért felhasználás előtt a természetes kaucsuk legtöbb fajtáját dekrisztallizálni kell. 50…70 °C körüli hőmérsékletű meleg levegőt fújnak be a tárolóhelyiségbe (a kristályos rész olvadáspontja kb. 40 °C), vagy mikrohullámokkal melegítik.
40 °C-fokon kell tárolni, fénytől védendő, 280-300 °C körül kémiailag bomlik.

## A természetes kaucsuk felhasználása
A természetes kaucsuk általános rendeltetésű kaucsuk, vagyis nagyon sokféle területen használható. Az előállított természetes kaucsuk kétharmadát azonban gumiabroncsgyártásra használják. Itt van szükség jó dinamikus tulajdonságokra (különösen a teherabroncsoknál, melyek vastagabb falú termékek, mint a személyabroncsok), nagy szakítószilárdságra és beszakítószilárdságra. A gumiabroncsok radializációja (a radiálabroncsok térhódítása a diagonálabroncsokkal szemben) is növeli a természetes kaucsuk felhasználást, mivel a radiálabroncs nem gyártható olyan gyenge nyersszilárdságú keverékekből, mint a diagonálabroncs.
A természetes kaucsukból számottevő mennyiséget használnak még a műszaki gumitermékek, gumifonalak, a ragasztók és latexek előállításánál és a cipőgyártásban.

## Kaucsukfajták
- természetes kaucsukok (NR)
- izoprénkaucsukok (IR)
- butadiénkaucsukok (BR)
- butadién-sztirol kaucsukok (SBR)
- butadién-nitril kaucsukok (NBR)
- kloroprénkaucsukok (CR)
- butilkaucsukok (IIR, CIIR, BIIR)
- etilén-propilén kaucsukok (EPM, EPDM)
- epiklórhidrin kaucsukok (CO, ECO, ETER)
- poliszulfid kaucsukok (TM)
- fluorkaucsukok (CFM, FPM)
- szilikonkaucsukok (Q)
- klórszulfonált polietilén (CSM)
- etilén-vinil-acetát kopolimer (EAM)
- uretánkaucsukok (U, AU, EU)
- polialkénamerEK (TPA, TOR)

## Külső hivatkozások
- A gumi
- Handbook of Elastomers. ed. Anil K. Bhowmick, Howard L. Stephens